# Brenthia
Brenthia is een geslacht van vlinders van de familie glittermotten (Choreutidae), uit de onderfamilie Choreutinae.

## Soorten
- B. acmogramma Meyrick, 1915
- B. albimaculana Snellen, 1875
- B. amatana Walker, 1863
- B. anisopa Diakonoff, 1967
- B. ardens Meyrick, 1912
- B. bicaudella Walsingham, 1914
- B. buthusalis Walker, 1863
- B. caelicola Meyrick, 1910
- B. carola Meyrick, 1912
- B. catenata Meyrick, 1907
- B. ceutholychna Meyrick, 1915
- B. confluxana Walker, 1863
- B. coronigera Meyrick, 1918
- B. cyanastra Meyrick, 1909
- B. cyanaula Meyrick, 1912
- B. dendronympha Meyrick, 1937
- B. depulsana Walker, 1863
- B. dicentrota Meyrick, 1931
- B. diplotaphra Meyrick, 1938
- B. elachista Walsingham, 1900
- B. elatella Walker, 1863
- B. entoma Diakonoff, 1982
- B. episotras Meyrick, 1920
- B. eriopis Meyrick, 1920
- B. excusana Walker, 1863
- B. formosensis Issiki, 1930
- B. gamicopis Meyrick, 1930
- B. harmonica Meyrick, 1918
- B. heptacosma Meyrick, 1920
- B. hexaselena Meyrick, 1909
- B. leptocosma Meyrick, 1916
- B. leucatoma Meyrick, 1918
- B. lithocrossa Meyrick, 1922
- B. logistis Meyrick, 1909
- B. luminifera Meyrick, 1912
- B. malachitis Meyrick, 1909
- B. melodica Meyrick, 1922

- B. monolychna Meyrick, 1915
- B. nephelosema Diakonoff, 1978
- B. ocellata Walsingham, 1914
- B. octogemmifera Walsingham, 1897
- B. ocularis Felder, 1875
- B. pampoecila Turner, 1913
- B. paranympha Meyrick, 1912
- B. pavonacella Clemens, 1860
- B. pileae Arita, 1971
- B. pleiadopa Meyrick, 1921
- B. quadriforella Zeller, 1877
- B. salaconia Meyrick, 1910
- B. salinata Meyrick, 1918
- B. sapindella Busck, 1934
- B. spintheritis Meyrick, 1910
- B. stenorma Meyrick, 1915
- B. stimulans Meyrick, 1920
- B. strophalora Meyrick, 1912
- B. stylophora Meyrick, 1920
- B. tetartodipla Diakonoff, 1978
- B. thoracosema Diakonoff, 1982
- B. trilampas Meyrick, 1918
- B. trilitha Meyrick, 1907
- B. trimachaera Meyrick, 1927
- B. virginalis Meyrick, 1912
- B. yaeyamae Arita, 1971